# Список паралімпійських чемпіонів України

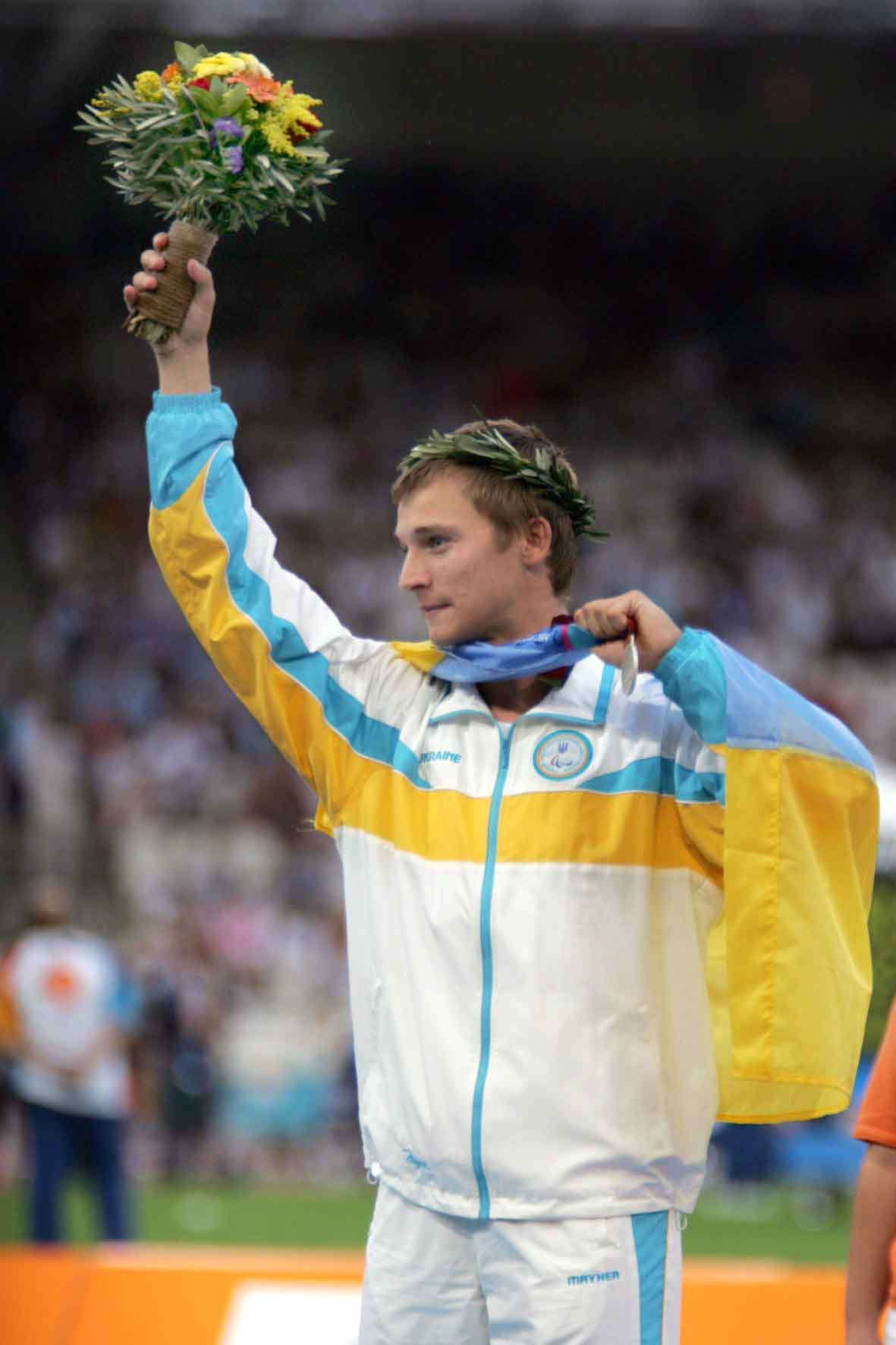
Андрій Жилцов

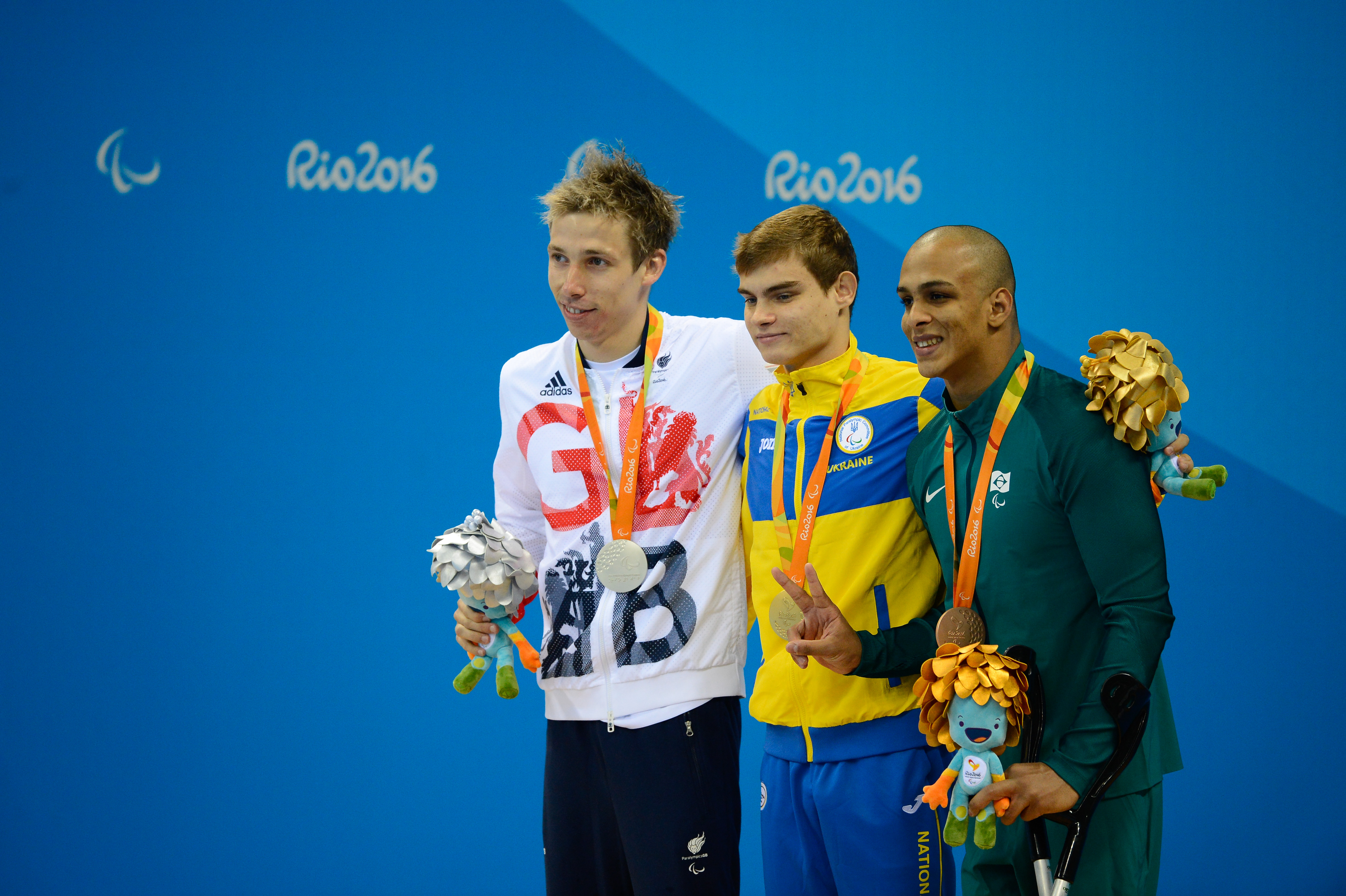
Євгеній Богодайко

Нижче наведено список усіх паралімпійських чемпіонів незалежної України під час виступів окремою командою, тобто починаючи з ігор 1996 року. Усього золоті медалі Паралімпіад отримали 104 спортсмена (84 на літніх іграх і 25 на зимових). У списку спортсмени відсортовані за роком проведення.

## Список

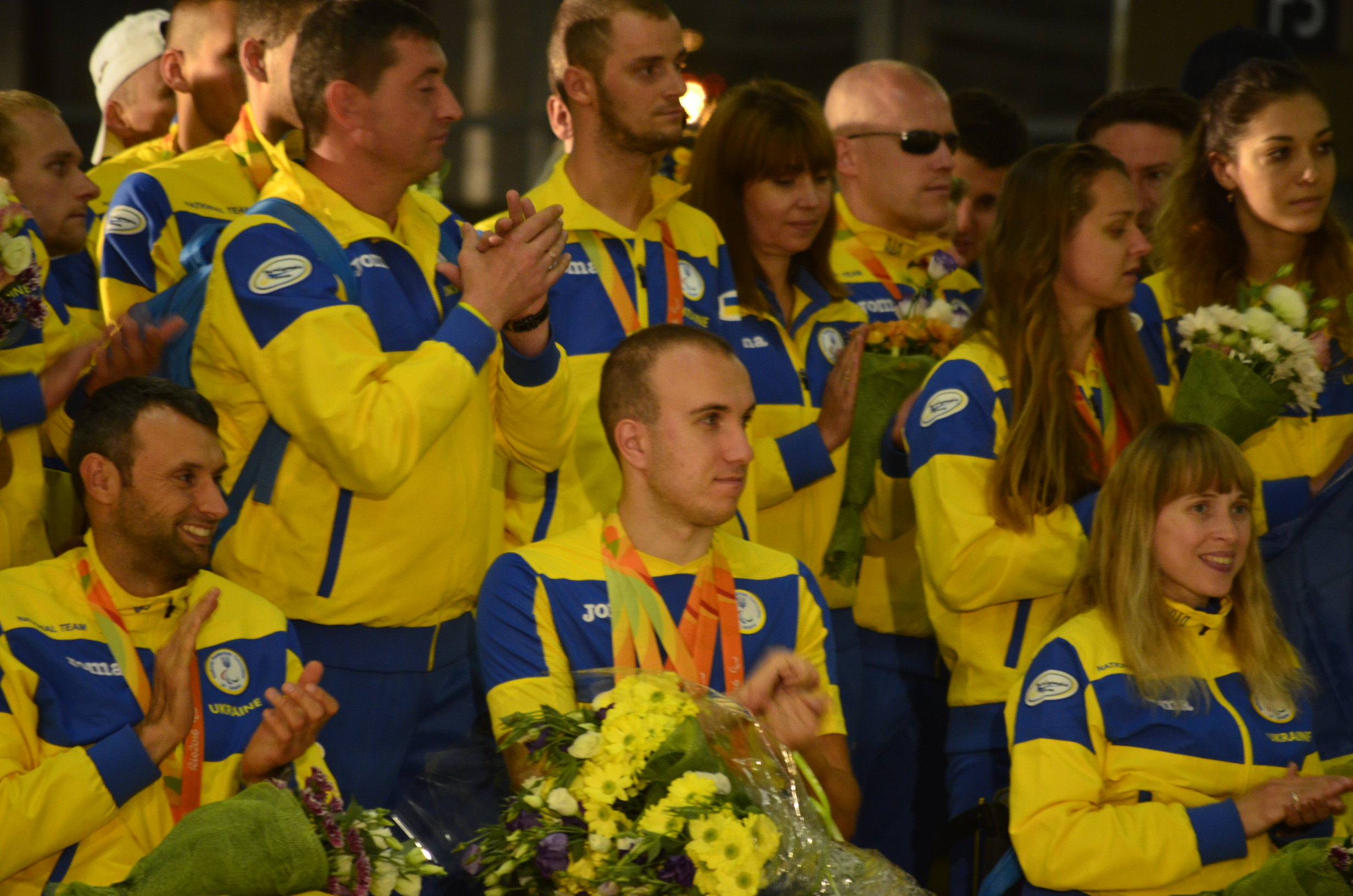
Повернення у Київ української паралімпійської збірної після вдалого виступу на літніх Паралімпійських іграх 2016 в Ріо-де-Жанейро. Україна посіла 3 місце — це найуспішніший виступ країни на літніх Паралімпійських іграх

| Володимир Антонюк |  | Денис Пономарьов |  |  |
| Вакуленко Сергій  |  | Андрій Розтока   |  |  |
| Сергій Бабій      |  | Віталій Трушев   |  |  |
| Тарас Дутко       |  | Андрій Цуканов   |  |  |
| Ігор Косенко      |  | Анатолій Шевчик  |  |  |
| Володимир Кабанов |  | Євген Жучинін    |  |  |

| Володимир Антонюк |  | Денис Пономарьов  |  |  |
| Вакуленко Сергій  |  | Костянтин Симашко |  |  |
| Олександр Девлиш  |  | Віталій Трушев    |  |  |
| Тарас Дутко       |  | Андрій Цуканов    |  |  |
| Ігор Косенко      |  | Анатолій Шевчик   |  |  |
| Міхович Микола    |  | Іван Шкварло      |  |  |